# Landis (North Carolina)
Landis is een plaats (town) in de Amerikaanse staat North Carolina, en valt bestuurlijk gezien onder Rowan County.

## Demografie
Bij de volkstelling in 2000 werd het aantal inwoners vastgesteld op 2996.
In 2006 is het aantal inwoners door het United States Census Bureau geschat op 3073, een stijging van 77 (2,6%).

## Geografie
Volgens het United States Census Bureau beslaat de plaats een oppervlakte van
6,4 km², geheel bestaande uit land.

## Plaatsen in de nabije omgeving
De onderstaande figuur toont nabijgelegen plaatsen in een straal van 16 km rond Landis.

## Geboren in Landis
- Wednesday 13, zanger